# Вёх
Вёх, или вех (лат. Cicúta) — род травянистых растений семейства Зонтичные (Umbelliferae). Объединяет небольшое число видов, содержащих сильнейшие нейротоксины.

## Ботаническое описание

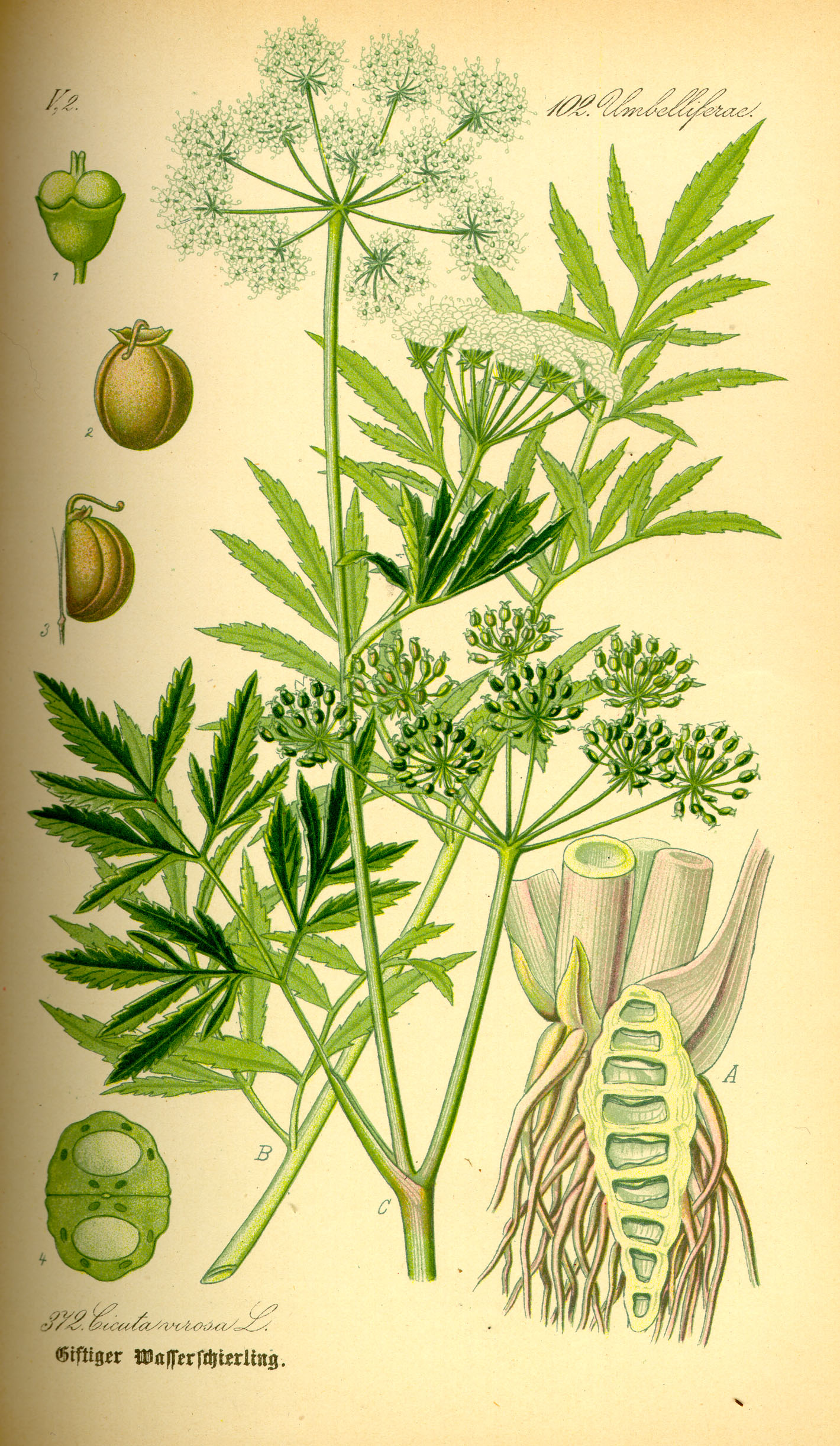
Вёх ядовитый

Многолетние водолюбивые травы с мясистыми корнями. Листья дважды или трижды пальчато-рассечённые, доли зубчатые. Обёртка может присутствовать, прицветников нет, прицветнички многочисленные.
Цветки в выпуклых сложных зонтиках, обычно белые, иногда зеленоватые или розоватые. Чашечка заметная, с острыми листовидными зубцами. Рыльце пестика головчатое, столбик длинный и тонкий.
Плоды шаровидные до широкояйцевидных, полуплодики пятиребристые, масляные канальцы одиночные в ложбинках.

## Токсичность
Во всех частях растений, особенно в больших количествах — в корнях, содержится сильный яд цикутоксин, обладающий нейротоксическим действием, вызывающим рабдомиолиз. Действие яда близко к стрихнину.

## Ареал
Широко распространены в умеренной зоне Северного полушария.

## Классификация

### Таксономия[3]
Cicuta L., 1753, Sp. Pl.: 255 (1753)
Род Вех относится к семейству Зонтичные (Apiaceae) порядка Зонтикоцветные  (Apiales). Кладограмма в соответствии с Системой APG IV:
|  |                                      |  |                                   |                                   |                     |  | ещё 6 семейств |               |               |                                                      |
|  |                                      |  |                                   |                                   |                     |  |                |               |               | 5 подтвержденных видов и 4 в статусе "непроверенных" |
|  |                                      |  |                                   | порядок Зонтикоцветные            |                     |  |                |               | род Вех       |                                                      |
|  |                                      |  |                                   | порядок Зонтикоцветные            |                     |  |                |               | род Вех       |                                                      |
|  | отдел Цветковые, или Покрытосеменные |  |                                   |                                   | семейство Зонтичные |  |                |               |               |                                                      |
|  | отдел Цветковые, или Покрытосеменные |  |                                   |                                   |                     |  |                |               |               |                                                      |
|  |                                      |  | ещё 63 порядка цветковых растений | ещё 63 порядка цветковых растений |                     |  |                | ещё 447 родов | ещё 447 родов |                                                      |
|  |                                      |  |                                   | ещё 63 порядка цветковых растений |                     |  |                |               | ещё 447 родов |                                                      |

### Виды
- со статусом «подтвержденный» ('accepted')
  - Cicuta bulbifera  L.  - Вёх луковичконосный
  - Cicuta curtissii  J.M.Coult. & Rose 
  - Cicuta douglasii  J.M.Coult. & Rose 
  - Cicuta maculata  L.  - Вёх пятнистый
  - Cicuta virosa  L.  - Вёх ядовитый

- со статусом «непроверенный» ('unchecked')
  - Cicuta ampla  Greene 
  - Cicuta californica  Greene 
  - Cicuta crassifolia  Nutt. 
  - Cicuta sachalinensis  Koidz.

## Синонимы
- Keraskomion 	 Raf. (1836 [1838])